# Fatuahi
Fatuahi (Fatu-Ahi) ist eine Ortschaft im Suco Camea (Verwaltungsamt Cristo Rei, Gemeinde Dili). Sie gehört zur Aldeia Aidac Bihare.

## Geographie
Fatuahi liegt nahe der Ostgrenze Cameas zum Suco Hera (Verwaltungsamt Cristo Rei). Trotz ihrer Nähe zur Nordküste der Insel Timor liegt Raimia bereits in einer Meereshöhe von 265 m. Westlich befindet sich die Landeshauptstadt Dili, östlich der Ort Hera. Wenige hundert Meter westlich der kleinen Siedlung verläuft die Überlandstraße, die Dili mit dem Osten des Landes verbindet. Nahe der Straße steht die Grundschule Aidac Bihare. Eine kleine Straße führt nach Nordosten zum Ort Raimia.

## Geschichte
Bis 2003 bildete Fatuahi einen eigenständigen Suco.
Nach der Invasion Indonesiens in Dili am 7. Dezember 1975 flohen viele Bewohner Fatuahis nach Osten. Ab 1977 wurden evakuierte Zivilisten in neuen Dörfern um den Matebian nach ihrer Herkunft angesiedelt. Neben ehemaligen Bewohnern aus Fatuahi waren es auch Osttimoresen aus Benamauc, Camea (Gemeinde Dili), Tequinaumata, Samalari, Bole Ha (Suco Soba), Guruça, Afaçá und Namanei (Gemeinde Baucau). Am 25. November 1978 kapitulierten diese Widerstandsbasen. Die Gefangenen wurden in ein Transit camp interniert und nach FALINTIL-Kämpfern und Zivilisten getrennt. Viele verschwanden spurlos, die anderen wurden später auf größere Camps wie in Quelicai verlegt.
Bald nach der Unabhängigkeit Osttimors 2002 wurde Fatuahi an den Suco Camea angegliedert.